# Кенбридж (Виргиния)
Кенбридж (англ. Kenbridge) — город в округе Луненберг в штате Виргиния США. По данным переписи 2020 года, численность населения составляла 1112 человек.

## Население
| 2010 | 2020  |
| ---- | ----- |
| 1257 | ↘1112 |